# Гоэль
Гоэль (фр. La Goële) — исторический район в северо-западной части департамента Сена и Марна. Находится в одной из природных зон Франции, расположенной в регионе Иль-де-Франс. Главным городом Гоэля является Даммартен-ан-Гоэль.
Район Гоэль примерно соответствует территории сообщества коммун Гоэля и Мультьена и горного Гоэля. Район Гоэль граничит с лесом Эрменонвиль на севере, с парижским аэропортом Шарль-де-Голль на западе, с землями Франции на юго-западе, и регионом Бри на востоке и на юге. Эта область характеризуется невысокими песчаными холмами, покрытыми лесами и рощами.
В Гоэле много яблоневых садов, а также лугов и полей, на которых выращивают зерновые культуры и сахарную свёклу.